# صفحة ويب ثابتة
صفحة ويب ثابتة هي صفحة ويب لا يختلف محتواها وفقًا لخصائص الطلب، أي أنه في لحظة محددة يتلقى جميع مستخدمي الإنترنت الذين يطلبون الصفحة نفس المحتوى. على العكس من ذلك، يتم إنشاء صفحة ويب ديناميكية عند الطلب ويختلف محتواها اعتمادًا على خصائص الطلب (الوقت، عنوان الآي بي الخاص بحاسوب الطالب ...) حيث تكون مجهولة إلى حين زيارتها.